# شورای سیاستگذاری ائمه جمعه
شورای سیاستگذاری ائمه جمعه نهادی است که در ۱۳۷۲ به حکم سید علی خامنه‌ای جایگزین شورای مرکزی ائمه جمعه گردید.

## دوره اول از سال ۱۳۷۲ تا ۱۳۷۵
سید هاشم رسولی محلاتی برای یک دوره سه ساله به عنوان اولین رئیس این تشکیلات منصوب شد. متن حکم وی به شرح زیر است:
نظر به پایان یافتن دوره شورای مرکزی ائمه جمعه و با عنایت به تجارب مغتنم، آقایان حاج سیدعباس خاتم، حاج سیدهاشم رسولی، حاج شیخ حسن صانعی، حاج شیخ اسماعیل فردوسی‌پور، حاج سیدرضا تقوی، حاج سیدعلی قاضی عسکر، حاج شیخ عبدالحسین‌معزی، حاج سیدمحمد مدنی را به عنوان شورای سیاست‌گذاری ائمه جمعه سراسر کشور و جناب حجت‌الاسلام والمسلمین آقای‌رسولی محلاتی را به عنوان رئیس شورای مذکور و مدیر امور اجرایی مربوط به ائمه جمعه سراسر کشور برای مدت سه سال منصوب‌می‌کنم و لازم است معزی الیه فردی را به عنوان قائم مقام خود در کلیه امور اجرایی مذکور با اختیارات لازم برای یک سال معین‌نمایند که به عنوان عضو نهم در شورای سیاست‌گذاری شرکت خواهد کرد شورای مزبور همچنین مرجع تصویب نصب و عزل ائمه جمعه و داوری در باب شکایات خواهد بود از خداوند متعال توفیق و قبول‌حضرتش را در باب این خدمت بزرگی که آقایان بدون هیچ انتظار و توقع بر عهده گرفته‌اند، مسألت می‌نمایم و امیدوارم که با سعی وابتکار، آن را بهتر از گذشته به پیش برده، موجبات رضای حضرت بقیةالله روحی فداه را فراهم آورند
لازم است تشکر صمیمانه خود را از هیئت اجرایی قبلی بخصوص حجج‌الاسلام آقایان کشمیری و حجتی‌زاده و اصرار بر حضورآقایان در تشکیلات جدید را ابراز نمایم
سیدعلی خامنه‌ای

۲۲ اسفند ۱۳۷۱.

### اعضای دور اول شورا
- سیدعباس خاتم
- سید هاشم رسولی محلاتی (رئیس شورا در دور اول)
- حسن صانعی
- اسماعیل فردوسی‌پور
- سید رضا تقوی
- سید علی قاضی عسکر
- عبدالحسین معزی
- سیدمحمد مدنی
- نفر نهم توسط سید هاشم رسولی محلاتی رئیس شورا انتخاب گردید.

## دوره دوم شورا از سال ۱۳۷۵ تا ۱۳۷۸
به گفته سید رضا تقوی رئیس شورای سیاست‌گذاری ائمه جمعه هم‌اکنون در ۶۰۰ نقطه ایران نماز جمعه برگزار می‌شود.
متن حکم سید علی خامنه‌ای جهت انتصاب اعضا در دور دوم به شرح زیر است:
نظر به پایان یافتن دوره شورای سیاست‌گذاری ائمه جمعه و با عنایت به تجارب مغتنم آقایان در امر برگزاری این فریضه بزرگ الهی، مجدداً حضرات حجج‌الاسلام و المسلمین آقایان حاج سیدعباس خاتم، حاج سیدهاشم رسولی محلاتی، حاج شیخ حسن صانعی، حاج شیخ اسماعیل فردوسی پور، حاج سیدرضا تقوی، حاج سیدعلی قاضی عسکر، حاج شیخ عبدالحسین معزی، حاج سیدمحمدمدنی و حاج سیدعلی شاهچراغی را به عنوان شورای سیاست‌گذاری امور ائمه جمعه سراسر کشور و جناب حجت‌الاسلام‌والمسلمین آقای رسولی محلاتی را به عنوان رئیس شورای مذکور و مدیر اجرایی مربوط به ائمه جمعه سراسر کشور برای مدت سه‌سال منصوب می‌کنم و لازم است ایشان فردی را از میان اعضا به عنوان قائم مقام خود در کلیه امور اجرایی مذکور با اختیارات لازم‌معین نمایندشورای مزبور همچنین مرجع تصویب نصب و عزل ائمه جمعه و داوری در باب شکایات خواهد بود ضمناً بر طبق پیشنهاد اعضای محترم شورا موافقت می‌شود که از این پس احکام نصب ائمه جمعه بر حسب مقتضیات زمان و مکان از سه سال تا پنج سال تعیین‌گردد
از خداوند متعال توفیق و قبول حضرتش در باب این خدمت بزرگی که آقایان بدون هیچ انتظار و توقع بر عهده گرفته‌اند مسألت‌می‌نمایم و امیدوارم که با سعی و ابتکار آن را بهتر از گذشته به پیش برده، موجبات رضای حضرت بقیةالله روحی فداه را فراهم آورند
سیدعلی خامنه‌ای

۱۳۷۵/۲/۲۰

### اعضای دور دوم
- سیدعباس خاتم (در شهریور ماه ۱۳۸۰ درگذشت)
- سید هاشم رسولی محلاتی (رئیس شورا در دور دوم)
- حسن صانعی
- اسماعیل فردوسی‌پور
- سید رضا تقوی
- سید علی قاضی عسکر (وی طی حکمی از طرف سید علی خامنه‌ای به تاریخ ۱۳۸۸/۱۰/۲۰ به سمت نماینده وی و سرپرست حجاج ایرانی منصوب شد. وی جایگزین محمد محمدی ری‌شهری گردید)[۴]
- عبدالحسین معزی
- سیدمحمد مدنی (وی در تاریخ ۲/۲/۷۵ به امامت جمعه شهرستان کرج منصوب گردید و سپس با استعفای وی از عضویت در شورای سیاستگذاری موافقت شد؛ لذا از آن پس اعضای شورا هشت نفر شد)
- سیدعلی شاهچراغی

## دور سوم شورا از سال ۱۳۷۹ تا ۱۳۸۲
از این دوره به جای سید هاشم رسولی محلاتی، سید رضا تقوی به سمت ریاست شورا منصوب شد و سید هاشم رسولی محلاتی از سمت خود کناره‌گیری کرد. در این دوره عباسعلی اختری و محسن دعاگو و محمدجواد حاج‌علی‌اکبری به عضویت این شورا درآمدند.
در شهریور ماه ۱۳۸۰ نیز سیدعباس خاتم درگذشت.
متن حکم سید علی خامنه‌ای جهت انتصاب اعضا در دور سوم به شرح زیر است:
با توجه به کناره‌گیری برخی از اعضای محترم شورای سیاست‌گذاری ائمه جمعه حجج الاسلام آقایان حاج شیخ عباسعلی اختری وحاج شیخ محسن دعاگو و حاج شیخ محمدجواد حاج علی اکبری را به عضویت آن شورا به مدت سه سال منصوب می‌کنم
هم‌چنین اعضای محترم را که مدت مسؤولیت آنان به پایان رسیده‌است بار دیگر برای مدت سه سال به‌عنوان عضو آن شورای محترم معین می‌کنم
توفیقات همه آقایان را از خداوند متعال مسألت می‌نمایم
سیدعلی خامنه‌ای

۱۳۷۹/۳/۱۰
متن حکم سید علی خامنه‌ای جهت انتصاب سید رضا تقوی به ریاست شورا در دور سوم به شرح زیر است:
نظر به پایان یافتن دوره مسؤولیت و کناره‌گیری جناب مستطاب حجت‌الاسلام والمسلمین آقای حاج سیدهاشم رسولی محلاتی و باتشکر فراوان از زحمات بی‌دریغ معزی الیه در باب مسائل امامت جمعه سراسر کشور، جناب حجت‌الاسلام آقای حاج سیدرضا تقوی‌دامت توفیقاته را به ریاست شورای سیاست‌گذاری ائمه جمعه برای مدت سه سال منصوب می‌کنم.
امید است ایشان، با همکاری اعضای محترم آن شورا و با درایت و کاردانی و ابتکار، زمینه‌های استفاده صحیح و کامل از ظرفیت‌عظیم نماز جمعه را فراهم آورند و این پایگاه والای دینی را که باید برتر از خطوط سیاسی و جهت‌گیریهای جناحی عمل کند، به‌موقعیت شایسته خود نزدیک سازند.
توفیقات ایشان و سایر اعضای محترم را از خداوند متعال مسألت می‌نمایم.
سیدعلی خامنه‌ای

۱۳۷۹/۳/۱۰

## دور چهارم شورا از سال ۱۳۸۲ تا ۱۳۸۵
متن حکم سید علی خامنه‌ای جهت انتصاب اعضا در دور چهارم به شرح زیر است:
بعد از اتمام مسئولیت اعضای شورای سیاست‌گذاری ائمه جمعه در دوره سوم، مقام معظم رهبری ضمن تمدید مسئولیت اعضاء به مدت سه سال، محمد جعفری گیلانی را به عنوان عضو جدید شورا منصوب کردند.

## دور فعلی شورا از سال ۱۳۹۶
در دوره کنونی محمدجواد حاج‌علی‌اکبری به ریاست شورا منصوب و جایگزین سید رضا تقوی شد.
اعضای شورا:
- سید رضا تقوی، رئیس پیشین شورا
- محمد قمی، رئیس سازمان تبلیغات اسلامی
- سید محمدعلی آل هاشم، نماینده سابق ولی فقیه در استان آذربایجان شرقی و امام جمعه تبریز (در حادثه سقوط بالگرد ورزقان در اردیبهشت 1403 به همراه سید ابراهیم رئیسی رئیس جمهور ایران درگذشت)
- سید علی قاضی عسکر، تولیت آستان عبدالعظیم حسنی و اماکن وابسته
- عباسعلی اختری، امام جمعه پیشین سمنان
- سیدعلی شاهچراغی، امام جمعه ری
- حبیب‌الله غفوری، امام جمعه کرمانشاه
- محمد جعفری گیلانی، رئیس هیئت امنای دفتر تبلیغات اسلامی حوزه علمیه قم

## تشکیلات
- رئیس: (محمدجواد حاج‌علی‌اکبری)
- معاون سازماندهی (علی نوری)
- معاون نظارت و ارزیابی: (عباس رضوانی‌نسب)
- معاون اجرایی: (مهدی رحمانی)
- مدیر دفتر جذب و گزینش: (حمید مشهدی آقایی)[۹]

## بودجه
بودجه این شورا در سال ۱۳۸۸ بالغ بر چهارده میلیارد تومان می‌باشد.
این بودجه در سال ۱۳۸۹ به بیست میلیارد تومان افزایش یافت.. در سال ۱۳۹۸ بودجه این نهاد ۲۰ میلیارد تومان تعیین شده‌است.